# Андреевка (Балаковский район)
Андреевка — село в Балаковском районе Саратовской области России. Входит в состав Натальинского муниципального образования.

## История
Владельческая деревня Андреевка была основана в 1854 году. В «Списке населённых мест Самарской губернии по данным 1859 года» населённый пункт упомянут как владельческая деревня Андреевка Николаевского уезда (1-го стана) при речке Куличихе, расположенная в 57 верстах от уездного города Николаевска. В деревне имелось 35 дворов и проживало 422 жителя (202 мужчины и 220 женщин).
Согласно «Списку населённых мест Самарской губернии по сведениям за 1889 год» в Андреевке (Благодатовке), относившейся к Николевской волости, насчитывалось 64 двора и проживало 390 человек (русские, православного вероисповеданий). В деревне имелось две ветряные мельницы.
По данным 1910 года в деревне Андреевка (Благодатовка) имелось 76 дворов и проживало 370 человек (181 мужчина и 189 женщин). Функционировали церковно-приходская школа грамоты и две ветряные мельницы.
В 1910—1911 годах в Андреевке была построена деревянная однопрестольная православная церковь, перенесённая из близлежащего сельца Макарьева и освящённая во имя Архангела Михаила.
По данным 1926 года в селе, являвшемся центром Андреевского сельсовета, имелось 96 хозяйств и проживало 507 человек (231 мужчина и 276 женщин). В период коллективизации было образовано машинное кооперативное товарищество «Примерный пахарь», а годом позднее — товарищество «Коллективный труд».

## География
Село находится в Заволжье, в пределах западной части Сыртовой равнины, на обоих берегах реки Кулечиха, на расстоянии 24 километров от города Балаково, административного центра района. Абсолютная высота — 55 метров над уровнем моря.
Часовой пояс
Село Андреевка, как и вся Саратовская область, находится в часовой зоне МСК+1. Смещение применяемого времени относительно UTC составляет +4:00.

## Население
| 2002 | 2010 |
| ---- | ---- |
| 205  | ↗212 |

Гендерный состав
По данным Всероссийской переписи населения 2010 года в гендерной структуре населения мужчины составляли 56,1 %, женщины — соответственно 43,9 %.
Национальный состав
Согласно результатам переписи 2002 года, в национальной структуре населения русские составляли 72 % из 205 чел.

## Инфраструктура
В селе функционируют дом культуры и магазин.

## Улицы
Уличная сеть села состоит из двух улиц (ул. Береговая и ул. Заречная).